# تعليم الرياضيات

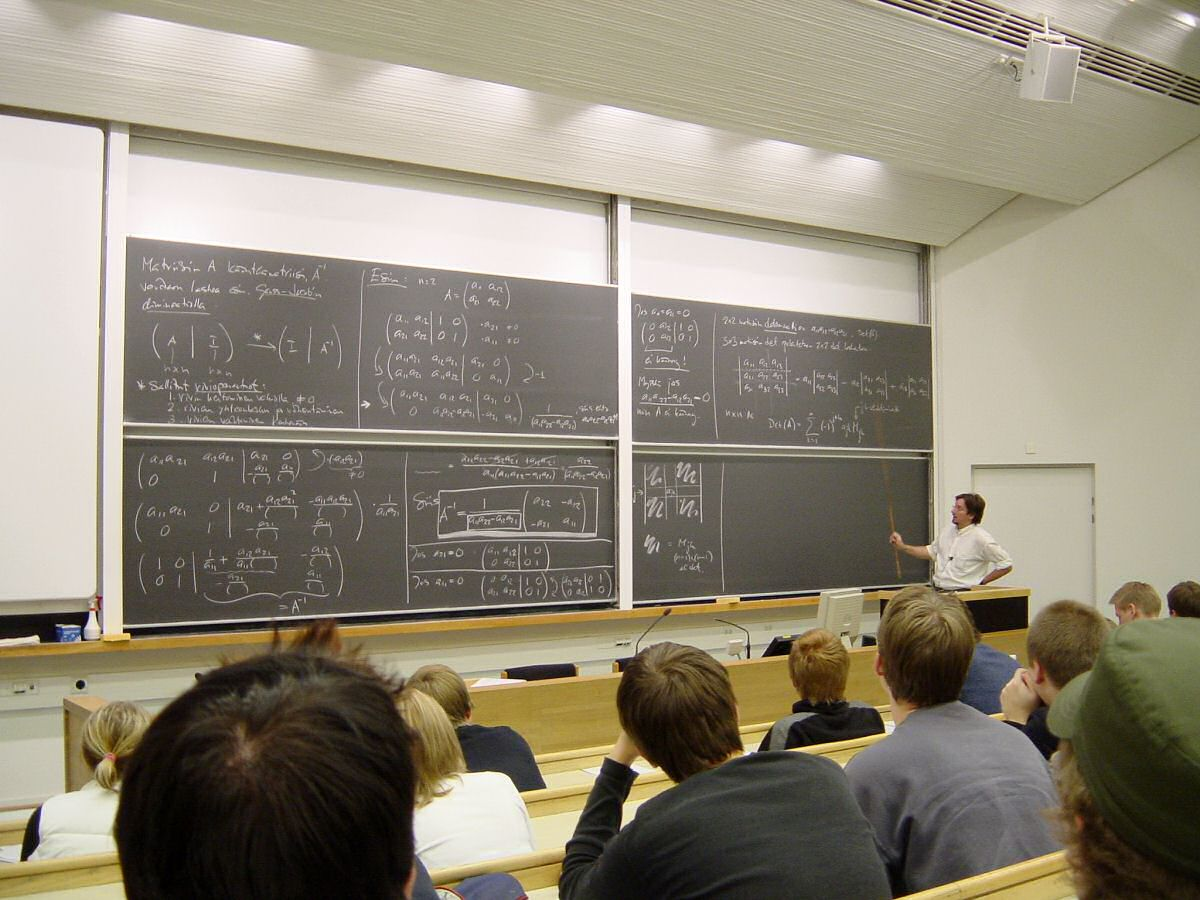
مشهد أثناء محاضرة رياضيات في كلية جامعة آلتو للعلوم والتكنولوجيا.

تعليم الرياضيات هو القيام بتعليم أو تعلم علوم الرياضيات بالإضافة إلى القيام بالأبحاث في الرياضيات.
يهتم الباحثون عادة بالطرق والأدوات والأساليب المستخدمة في دراسة الرياضيات.

## أهداف تعليم الرياضيات
يهدف تعليم الرياضيات إلى أهداف مختلفة تختلف باختلاف العصر والثقافة، إلا أن هذه الأهداف تتضمن بشكل عام:
- تعليم مبادئ العد الأساسية.
- تعليم مبادئ الرياضيات الأساسية (حساب، جبر ابتدائي، هندسة رياضية، علم المثلثات) للطلاب.
- تعليم مبادئ الرياضيات المجردة مثل مفاهيم المجموعة والدالة.
- تعليم حقول الرياضيات المختصة مثل الهندسة الإقليدية، علم الحسبان.
- تعليم طرق حل المسائل وتقنيات حل المسائل غير الاعتيادية.
- تعليم الفرد طرق استخدام الرياضيات في حل مسائل ومشكلات من الحياة اليومية.
- تعليم الإنسان طرق ومبادئ التفكير المجرد غير المحدود (بمعوقات فيزيائية ملموسة).